# 笹川亜矢奈
笹川 亜矢奈（ささがわ あやな、11月3日 - ）は、日本の元声優、元女優。

現在は声優業を休止中であり、2015年5月には自身のTwitterにて芝居の仕事をやる予定がないこと発言している。

## 来歴
以前はアドヴァンスプロモーション、ぷろだくしょんバオバブ、演劇集団キャラメルボックスに所属していた。
前所属のアドヴァンスプロモーション時代は笹川文子（ささがわ あやこ）で活動していた時期がある。
2004年に笹川恵里（ささがわ えり）より改名し『魔法先生ネギま!』で朝倉和美役に選ばれる。9月に咲乃藍里と共にボーカルユニット『Layla』を結成。『Layla』は2009年9月19日に解散。
2010年からは演劇集団キャラメルボックス俳優教室に通い始め、同年12月卒業公演に出演。
2011年1月の演劇集団キャラメルボックス2011俳優オーディションに合格し、3月には一旦声優業を休止するとブログ上で発表。10月、入団後初の舞台『飛ぶ教室』に出演。
2015年2月にぷろだくしょんバオバブを退所。
2015年4月に演劇集団キャラメルボックスを退団。
2015年8月には入籍を発表。2017年2月には第1子を出産している。

## 出演

### テレビアニメ
時期不明
- しましまとらのしまじろう（ピョコタ）
- ジンジャーの青春日記（ジュニア・シニア）

2003年
- E'S OTHERWISE（ナース）※第10話・第16話

2005年
- 魔法先生ネギま!（朝倉和美）

2006年
- 地獄少女 二籠（中瀬ひとみ）
- ネギま!?（朝倉和美）
- 夢使い（少年A）
- ラブゲッCHU 〜ミラクル声優白書〜（晴山ルイ）

2007年
- CODE-E（高田）

2008年
- はっけん たいけん だいすき! しまじろう（エコオロギ）

2017年
- UQ HOLDER! 〜魔法先生ネギま!2〜（朝倉和美）

### 劇場アニメ
- 劇場版 魔法先生ネギま! ANIME FINAL（2011年、朝倉和美）

### OVA
2005年
- 永遠のアセリア 「求め」の声 / 動き出した宿命（2005年 - 2006年、スピリット）

2006年
- ネギま!? 春スペシャル!? / 夏スペシャル!?（朝倉和美） - 2作品
- 蜜×蜜ドロップス（宇蘭凪）

2008年
- 魔法先生ネギま! OADシリーズ（2008年 - 2009年、朝倉和美） - 2シリーズ

### 吹き替え
- 僕らだけの世界
- ミステリアス・アイランド（ヘレン）
- デス・ヴィレッジ（ジェニー、フライトアテンダント）
- 覗き-Summer Time-（調査員の女）
- Cheaper by the Dozen 2（マイク）※機内用

### ゲーム
- 魔法先生ネギま!シリーズ（朝倉和美）
- 武装神姫 BATTLE RONDO（兎型MMS ヴァッフェバニー）
- 武装神姫 アーマードプリンセス バトルコンダクター（兎型MMS ヴァッフェバニー）

### 実写
- 魔法先生ネギま!シリーズ

### 舞台

#### 演劇集団キャラメルボックス
- 『飛ぶ教室』（2011年、ハンス/カール/シュテッカー）
- 『トリツカレ男』（2012年、ビアンカ） - 小林春世とダブルキャスト
- 『アルジャーノンに花束を』（2012年、フェイ・リルマン）
- 『広くてすてきな宇宙じゃないか』（2012年、カツラ） - 小林千恵、小林春世とトリプルキャスト
- 『ナミヤ雑貨店の奇蹟』（2012年、館林寛子／水原タツユキ／田村） - 小林春世とダブルキャスト
- 『雨と夢のあとに』（2013年、ちえみ/大谷）
- 『ケンジ先生』（2013年、ソラコ） - 小林春世とダブルキャスト
- 『あなたがここにいればよかったのに』（2014年、池沢千夏）
- 『鍵泥棒のメソッド』（2014年、藤木/理香）
- 『ブリザード・ミュージック』（2014年、一関）
- 『クロノス』（2015年、鈴谷）

#### 客演
年別不詳
- 『TWO』（マリ）
- 『阿呆浪士』（大石すず）[要出典][8][9][10]※上映記録に笹川亜矢奈本人の氏名を確認できず、実際には全くの別人が配役されて出演していると記録されている。
- 『風の中の街』（女1 田口由紀役）
- 『演劇版エターナルヴォイス』（2000年12月16日-17日 吉祥寺前進座劇場 村上明日香役）
- 『七色いんこ』（2001年11月17日-18日荏原文化センター、23日-25日築地本願寺ブディストホール 大前役）
- 『ぼくの村はどこ?』（2003年、森繁久彌さんの卒寿を祝う会 朗読劇）
- 『浪漫女優』（作/川崎ヒロユキ 演出/西田幸雄 2007年1月26日-28日 武蔵野芸能劇場 コトノハ役）
- 『広くてすてきな宇宙じゃないか』（脚本・演出/成井豊 2010年12月15日-19日 8期生卒業公演 中野ザ・ポケット）
- 『愛すべき娘たち All My Darling Daughters』（2013年、ARMs）
- 『HARUKA』（2014年、旋風計画） - 「銀河旋律」はるか[11]
- 『愛すべき娘たち』（2017年、ARMs）[12][13]

### テレビ
- ジャングルTV 〜タモリの法則〜
- ホテルスペシャル2000秋

### ラジオ
- アトラス（ウェブラジオ）
- MagicFM ペット大百科
- みくに・あやなのモ〜とまらん!（パケットラジオ（パケラジ））
- Lay-radio（ウェブラジオ）
- ふわゆる〜♪こしょこしょ話（ぷろだくしょんバオバブHP内ウェブラジオ：2006年10月23日 - 2009年8月31日）
- こちら わい×うい放送部♪（WISETONE：2010年1月1日 - 2010年12月31日）

### ラジオドラマ
- エターナルヴォイス（USEN）

### CD
- 魔法先生ネギま! シリーズ（朝倉和美）
- 妄想列島☆青春編〜地方の時代がやってきた!〜（日下美由紀）

### DVD
- 魔法先生ネギま！ 麻帆良学園中等部2-A:ホームルーム （2005年、コンサートイベント）
- 魔法先生ネギま！ 麻帆良学園 大麻帆良祭 （2006年、幕張メッセ コンサートイベント）

### パチンコ
- CR魔法先生ネギま!（2017年、朝倉和美[14]）

## ディスコグラフィ

### キャラクターソング
| 発売日   | 商品名                                                            | 歌                                                                                       | 楽曲 | 備考                                                        |
| 2004年   | 2004年                                                            | 2004年                                                                                   | 2004年 | 2004年                                                      |
| -------- | ----------------------------------------------------------------- | ---------------------------------------------------------------------------------------- | --- | ----------------------------------------------------------- |
| 5月1日   | 麻帆良学園中等部2-A 出席番号のうた                                | 麻帆良学園中等部2-A                                                                      | 「出席番号のうた」 | テレビアニメ『魔法先生ネギま!』関連曲                       |
| 12月22日 | 魔法先生ネギま! 麻帆良学園中等部2-A 3月：文化部4人組              | 文化部4人組                                                                              | 「Girls, be ambitious〜シンデレラになろうよ〜」 「Girls, be ambitious〜シンデレラになろうよ〜（Remix ver.）」           | テレビアニメ『魔法先生ネギま!』関連曲                       |
| 2005年   |                                                                   |                                                                                          | |                                                             |
| 2月16日  | ハッピー☆マテリアル 1月度：Original Version                       | 麻帆良学園中等部2-A                                                                      | 「ハッピー☆マテリアル 1月度」                                                                                           | テレビアニメ『魔法先生ネギま!』オープニングテーマ           |
| 3月9日   | 麻帆良学園中等部2-A：音楽の授業〈主に出席番号のうた〉             | 麻帆良学園中等部2-A                                                                      | 「出席番号のうた」 | テレビアニメ『魔法先生ネギま!』関連曲                       |
| 5月11日  | おしえてほしいぞぉ、師匠                                          | 麻帆良学園中等部2-A 師匠となやめるオトメ組                                               | 「おしえてほしいぞぉ、師匠」                                                                                            | テレビアニメ『魔法先生ネギま!』エンディングテーマ           |
| 5月11日  | おしえてほしいぞぉ、師匠                                          | 麻帆良学園中等部2-A 師匠となやめるオトメ組                                               | 「a precious pride」 | テレビアニメ『魔法先生ネギま!』関連曲                       |
| 8月3日   | ハッピー☆マテリアル 31人ver.／輝く君へ〜Peace                     | 麻帆良学園中等部2-A                                                                      | 「ハッピー☆マテリアル（31人Ver. TVサイズ）」                                                                            | テレビアニメ『魔法先生ネギま!』オープニングテーマ           |
| 8月3日   | ハッピー☆マテリアル 31人ver.／輝く君へ〜Peace                     | 麻帆良学園中等部2-A                                                                      | 「輝く君へ〜Peace」 | テレビアニメ『魔法先生ネギま!』エンディングテーマ           |
| 2007年   |                                                                   |                                                                                          | |                                                             |
| 1月24日  | ネギま!? 1000%BOX                                                 | 相坂さよ（白鳥由里）、朝倉和美（笹川亜矢奈）、超鈴音（高本めぐみ）、四葉五月（井上直美） | 「1000%SPARKING!」 | テレビアニメ『ネギま!?』オープニングテーマ                  |
| 1月24日  | ネギま!? 1000%BOX                                                 | 相坂さよ（白鳥由里）、朝倉和美（笹川亜矢奈）、超鈴音（高本めぐみ）、四葉五月（井上直美） | 「A-LY-YA!」 | テレビアニメ『ネギま!?』エンディングテーマ                  |
| 1月24日  | ネギま!? 1000%BOX                                                 | 相坂さよ（白鳥由里）、朝倉和美（笹川亜矢奈）、超鈴音（高本めぐみ）、四葉五月（井上直美） | 「1000%SPARKING!〈ユーロビートミックス〉」                                                                              | テレビアニメ『ネギま!?』関連曲                              |
| 1月24日  | ネギま!? 1000%BOX                                                 | 麻帆良学園中等部3-A+ネギ・スプリングフィールド                                           | 「1000%SPARKING!」 「A-LY-YA!」                                                                                         | テレビアニメ『ネギま!?』関連曲                              |
| 3月7日   | ネギま!? うたのCD（2）                                            | 相坂さよ（白鳥由里）、朝倉和美（笹川亜矢奈）                                             | 「笑顔の花」 | テレビアニメ『ネギま!?』関連曲                              |
| 9月26日  | ネギま!? ベストアルバム                                           | 相坂さよ（白鳥由里）、朝倉和美（笹川亜矢奈）                                             | 「笑顔の花」 | テレビアニメ『ネギま!?』関連曲                              |
| 9月26日  | ネギま!? ベストアルバム                                           | ネギ・スプリングフィールド&麻帆良学園中等部3-A                                           | 「Hello Again」 | テレビアニメ『ネギま!?』関連曲                              |
| 2008年   |                                                                   |                                                                                          | |                                                             |
| 8月27日  | ハッピー☆マテリアル リターン                                      | 麻帆良学園中等部3-A                                                                      | 「ハッピー☆マテリアル リターン」                                                                                        | OAD『魔法先生ネギま!〜白き翼 ALA ALBA〜』オープニングテーマ |
| 8月27日  | ハッピー☆マテリアル リターン                                      | 麻帆良学園中等部3-A                                                                      | 「輝く君へ」 | OAD『魔法先生ネギま!〜白き翼 ALA ALBA〜』エンディングテーマ |
| 8月27日  | ハッピー☆マテリアル リターン                                      | 麻帆良学園中等部3-A                                                                      | 「A-LY-YA」 | テレビアニメ『ネギま!?』関連曲                              |
| 2011年   |                                                                   |                                                                                          | |                                                             |
| 8月24日  | 桜風に約束を -旅立ちの歌-                                         | ネギ・スプリングフィールド&麻帆良学園中等部3-A                                           | 「桜風に約束を -旅立ちの歌-」                                                                                           | 劇場アニメ『劇場版 魔法先生ネギま! ANIME FINAL』主題歌      |
| 2017年   |                                                                   |                                                                                          | |                                                             |
| 6月28日  | 魔法先生ネギま！ コンプリートBOX I 特典CD「コンプリートCD」       | 麻帆良学園中等部2-A                                                                      | 「ハッピー☆マテリアル 1月度」                                                                                           | テレビアニメ『魔法先生ネギま！』関連曲                      |
| 6月28日  | 魔法先生ネギま！ コンプリートBOX I 特典CD「コンプリートCD」       | 麻帆良学園中等部2-A                                                                      | 「ハッピー☆マテリアル（31人Ver. TVサイズ）」 「輝く君へ〜Peace」 「出席番号のうた」 「ハッピー☆マテリアル（メドレー）」 | テレビアニメ『魔法先生ネギま！』関連曲                      |
| 6月28日  | 魔法先生ネギま！ コンプリートBOX I 特典CD「コンプリートCD」       | 文化部4人組                                                                              | 「Girls, be ambitious 〜シンデレラになろうよ〜」                                                                        | テレビアニメ『魔法先生ネギま！』関連曲                      |
| 8月9日   | 魔法先生ネギま！ コンプリートBOX II 特典CD「コンプリートCD II」   | 相坂さよ（白鳥由里）、朝倉和美（笹川亜矢奈）、超鈴音（高本めぐみ）、四葉五月（井上直美） | 「1000%SPARKING!」 「A-LY-YA!」                                                                                         | テレビアニメ『ネギま!?』関連曲                              |
| 8月9日   | 魔法先生ネギま！ コンプリートBOX II 特典CD「コンプリートCD II」   | 麻帆良学園中等部3-A+ネギ・スプリングフィールド                                           | 「1000%SPARKING!」 「A-LY-YA!」 「Hello Again」                                                                         | テレビアニメ『ネギま!?』関連曲                              |
| 8月9日   | 魔法先生ネギま！ コンプリートBOX II 特典CD「コンプリートCD II」   | 相坂さよ（白鳥由里）、朝倉和美（笹川亜矢奈）                                             | 「笑顔の花」 | テレビアニメ『ネギま!?』関連曲                              |
| 9月20日  | 魔法先生ネギま！ コンプリートBOX III 特典CD「コンプリートCD III」 | 麻帆良学園中等部3-A                                                                      | 「ハッピー☆マテリアル リターン」 「輝く君へ」                                                                           | OAD『魔法先生ネギま！ 〜白き翼 ALA ALBA〜』関連曲           |
| 9月20日  | 魔法先生ネギま！ コンプリートBOX III 特典CD「コンプリートCD III」 | ネギ・スプリングフィールド&麻帆良学園中等部3-A                                           | 「桜風に約束を -旅立ちの歌-」                                                                                           | 劇場アニメ『劇場版 魔法先生ネギま！ ANIME FINAL』主題歌     |

### ユニットメンバー
1. 1 2 3 4  相坂さよ（白鳥由里）、明石裕奈（木村まどか）、朝倉和美（笹川亜矢奈）、綾瀬夕映（桑谷夏子）、和泉亜子（山川琴美）、大河内アキラ（山本杏美）、柿崎美砂（伊藤静）、神楽坂明日菜（神田朱未）、春日美空（板東愛）、絡繰茶々丸（渡辺明乃）、釘宮円（出口茉美）、古菲（田中葉月）、近衛木乃香（野中藍）、早乙女ハルナ（石毛佐和）、桜咲刹那（小林ゆう）、佐々木まき絵（堀江由衣）、椎名桜子（大前茜）、龍宮真名（佐久間未帆）、超鈴音（大沢千秋）、長瀬楓（白石涼子）、那波千鶴（小林美佐）、鳴滝風香（こやまきみこ）、鳴滝史伽（狩野茉莉）、葉加瀬聡美（門脇舞）、長谷川千雨（志村由美）、エヴァンジェリン・A・K・マクダウェル（松岡由貴）、宮崎のどか（能登麻美子）、村上夏美（相沢舞）、雪広あやか（皆川純子）、四葉五月（井ノ上ナオミ）、ザジ・レイニーデイ（猪口有佳）
2. 1 2  朝倉和美（笹川亜矢奈）、那波千鶴（小林美佐）、村上夏美（相沢舞）、ザジ・レイニーデイ（猪口有佳）
3. 1 2  相坂さよ（白鳥由里）、明石裕奈（木村まどか）、朝倉和美（笹川亜矢奈）、綾瀬夕映（桑谷夏子）、和泉亜子（山川琴美）、大河内アキラ（山本杏美）
4. ↑  綾瀬夕映（桑谷夏子）、朝倉和美（笹川亜矢奈）、絡繰茶々丸（渡辺明乃）、古菲（田中葉月）、エヴァンジェリン・A・K・マクダウェル（松岡由貴）
5. 1 2 3  ネギ・スプリングフィールド（佐藤利奈）、相坂さよ（白鳥由里）、明石裕奈（木村まどか）、朝倉和美（笹川亜矢奈）、綾瀬夕映（桑谷夏子）、和泉亜子（山川琴美）、大河内アキラ（浅倉杏美）、柿崎美砂（伊藤静）、神楽坂明日菜（神田朱未）、春日美空（板東愛）、絡繰茶々丸（渡辺明乃）、釘宮円（出口茉美）、古菲（Hazuki）、近衛木乃香（野中藍）、早乙女ハルナ（石毛佐和）、桜咲刹那（小林ゆう）、佐々木まき絵（堀江由衣）、椎名桜子（大前茜）、龍宮真名（佐久間未帆）、超鈴音（高本めぐみ）、長瀬楓（白石涼子）、那波千鶴（小林美佐）、鳴滝風香（こやまきみこ）、鳴滝史伽（狩野茉莉）、葉加瀬聡美（門脇舞以）、長谷川千雨（志村由美）、エヴァンジェリン・A・K・マクダウェル（松岡由貴）、宮崎のどか（能登麻美子）、村上夏美（相沢舞）、雪広あやか（皆川純子）、四葉五月（井上直美）、ザジ・レイニーデイ（いのくちゆか）
6. 1 2  相坂さよ（白鳥由里）、明石裕奈（木村まどか）、朝倉和美（笹川亜矢奈）、綾瀬夕映（桑谷夏子）、和泉亜子（山川琴美）、大河内アキラ（浅倉杏美）、柿崎美砂（伊藤静）、神楽坂明日菜（神田朱未）、春日美空（板東愛）、絡繰茶々丸（渡辺明乃）、釘宮円（出口茉美）、古菲（Hazuki）、近衛木乃香（野中藍）、早乙女ハルナ（石毛佐和）、桜咲刹那（小林ゆう）、佐々木まき絵（堀江由衣）、椎名桜子（大前茜）、龍宮真名（佐久間未帆）、超鈴音（高本めぐみ）、長瀬楓（白石涼子）、那波千鶴（小林美佐）、鳴滝風香（こやまきみこ）、鳴滝史伽（狩野茉莉）、葉加瀬聡美（門脇舞以）、長谷川千雨（志村由美）、エヴァンジェリン・A・K・マクダウェル（松岡由貴）、宮崎のどか（能登麻美子）、村上夏美（相沢舞）、雪広あやか（皆川純子）、四葉五月（井上直美）、ザジ・レイニーデイ（いのくちゆか）
7. 1 2  ネギ・スプリングフィールド（佐藤利奈）、相坂さよ（白鳥由里）、明石裕奈（木村まどか）、朝倉和美（笹川亜矢奈）、綾瀬夕映（桑谷夏子）、和泉亜子（山川琴美）、大河内アキラ（浅倉杏美）、柿崎美砂（伊藤静）、神楽坂明日菜（神田朱未）、春日美空（板東愛）、絡繰茶々丸（渡辺明乃）、釘宮円（出口茉美）、古菲（阿澄佳奈）、近衛木乃香（野中藍）、早乙女ハルナ（石毛佐和）、桜咲刹那（小林ゆう）、佐々木まき絵（堀江由衣）、椎名桜子（小見川千明）、龍宮真名（佐久間未帆）、超鈴音（高本めぐみ）、長瀬楓（白石涼子）、那波千鶴（小林美佐）、鳴滝風香（こやまきみこ）、鳴滝史伽（狩野茉莉）、葉加瀬聡美（門脇舞以）、長谷川千雨（志村由美）、エヴァンジェリン・A・K・マクダウェル（松岡由貴）、宮崎のどか（能登麻美子）、村上夏美（相沢舞）、雪広あやか（皆川純子）、四葉五月（井上直美）、ザジ・レイニーデイ（いのくちゆか）